# Гамаюров, Константин Викторович
Константи́н Ви́кторович Гамаю́ров (род. 8 марта 1987 в Уфе, СССР) — российский хоккеист. Защитник сборной России по сурдохоккею. Чемпион зимних Сурдлимпийских игр (2015), чемпион мира (2013). Победитель и призёр чемпионатов России по хоккею с шайбой (спорт глухих). Заслуженный мастер спорта России.
Член сурдлимпийской сборной команды России с 2011 года. Тренируется в РОООИ ОСФСГ по республике Башкортостан у Василевского Андрея Леонидовича.

## Награды и спортивные звания
- Почётная грамота Президента Российской Федерации (8 апреля 2015 года) — за выдающийся вклад в повышение авторитета Российской Федерации и российского спорта на международном уровне и высокие спортивные достижения на XVIII Сурдлимпийских зимних играх 2015 года[2].
- Заслуженный мастер спорта России (2015).